# Delfi
Delfi (ocasionalment capitalitzat com DELFOS) és un important portal d'Internet a Estònia, Letònia, Lituània i Ucraïna que proporciona notícies diàries, que van des de la jardineria fins a la política. És considerat com el lloc web més popular entre els usuaris d'internet de Lituània i Estònia.
Delfi opera als respectius països bàltics sota el nom de domini delfi.ee, delfi.lv i delfi.lt.
A més a més de les versions en llengua estonià, letó i lituà, la companyia ofereix en rus versions del seu portal als tres països. Així mateix, des de la primavera de 2007 que oferia el lloc en llengua russa a Ucraïna sota el domini delfi.ua. El 12 de març de 2012 va començar la versió polonesa sota pl.delfi.lt. Un any més tard una versió en anglès es va afegir sota el domini en.delfi.lt.
Al març 2014 la versió ucraïnesa estava tancada.

## Desenvolupament de l'empresa
Delfi va ser creada el 1999 per l'empresa d'Estònia MicroLink i venuda el 2003 a l'empresa noruega Findexa. El 2007 el grup de medis estonià Ekspress Grupp va adquirir el 100% de les accions de Delfi per 54 milions d'euros. [6] Opera sota un sol nom als tres estats bàltics de Lituània, Estònia i Letònia. Té la seva pròpia oficina a Moscou, Kaliningrad, Varsòvia i Estocolm. També obté les seves notícies de l'agència Servei de Notícies del Bàltic.

## Llibertat d'expressió
Perquè els visitants de Delfi poden comentar anònimament a cada notícia, aquest lloc genera debats sobre la llibertat d'expressió als Estats bàltics. Alguns membres dels Parlaments d'Estònia i Lituània han proposat lleis perquè Delfi i d'altres portals de notícies siguin responsables del contingut dels comentaris anònims.